# هیوکا
هیوکا (به انگلیسی: Hyouka) یک رمان معمایی ژاپنی سال ۲۰۰۱ نوشته هونوبو یونزاوا است. از این اثر یک مانگا نیز اقتباس شده که توسط تاسکونا طراحی شده و در نسخه مارس ۲۰۱۲ ماهنامه شونن ایس شروع به انتشار کرد. مجموعه تلویزیونی انیمه اقتباسی ساخته استودیو کیوتو انیمیشن از ۲۲ آوریل تا ۱۶ سپتامبر ۲۰۱۲ در ۲۲ قسمت پخش شد. همچنین یک فیلم لایو اکشن به کارگردانی ماری آساتو و با بازی کنتو یامازاکی و آلیس هیروسه در ۳ نوامبر ۲۰۱۷ اکران شد.

## داستان
هوتارو اورکی یک دانش آموز دبیرستانی به درخواست خواهر بزرگ‌ترش به کلوب ادبیات کلاسیک دبیرستان کامیاما می‌پیوندد تا از بسته شدن آن جلوگیری کند و اعضای دیگری، ارو چیتاندا، ساتوشی فوکوبه و مایاکا ایبارا به آن ملحق شدند. داستان در شهر کامیاما، شهری خیالی در استان گیفو جریان دارد. این گروه برای کمک به کلوب خود و به درخواست ارو چیتاندا، شروع به حل معماهای مختلف می‌کنند.